# 朗热
- 關於法国市镇Langé，請見「朗热 (安德尔省)」。
- 關於法国旧市镇Langey，請見「朗热 (厄尔-卢瓦省)」。

朗热（法語：Langeais，法語發音：[lɑ̃ʒɛ] ⓘ），法国中西部城市，中央-卢瓦尔河谷大区安德尔-卢瓦尔省的一个市镇，隶属于希农区，其市镇面积为64.55平方公里，2022年1月1日时人口数量为4,370人，在法国城市中排名第2,557位。
朗热位于安德尔-卢瓦尔省中西部，卢瓦尔河右岸，是一个区域性的中心城市，因其境内的同名城堡而闻名。

## 地名来源
“朗热”一名最初以“Alingavia”的形式出现于都尔的额我略的手记中，该名称来源尚存在争议，法国地名学家埃内斯特·内格尔认为其名称来源于日耳曼人名，阿尔贝·多扎则认为该名称与高卢部落林贡斯人有关。

## 历史

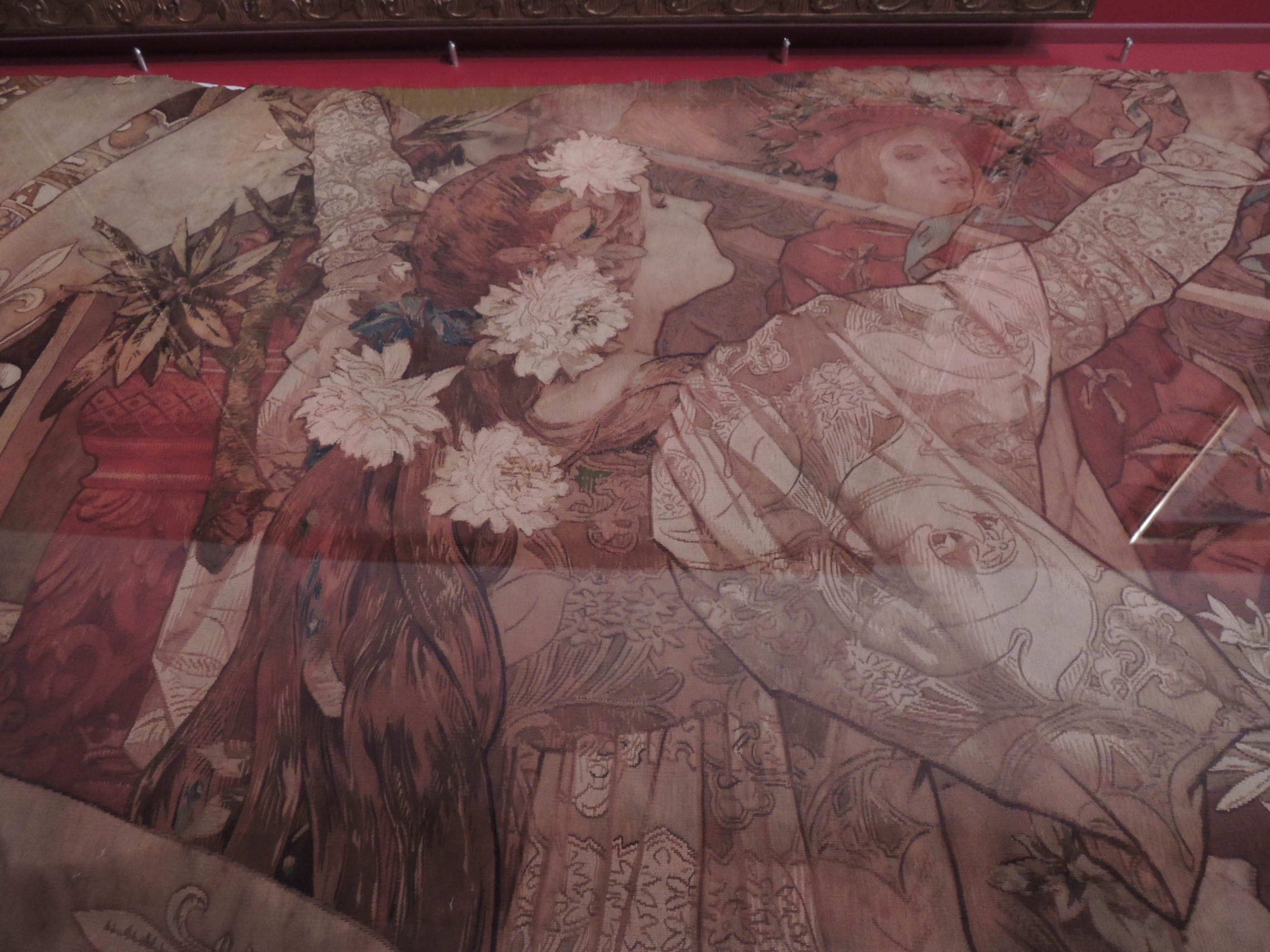
朗热城堡内的布列塔尼的安妮婚礼（绘画）

朗热的早期建城史尚不清楚，中世纪中期，安茹伯爵富尔克三世在此修建一处城塞。1206年，朗热被腓力二世继承，成为法兰西王室土地。英法百年战争期间，朗热一度被英格兰军队控制。1422年（一说1428年），法兰西国王查理七世购买下了朗热城堡。1465年，路易十一下令重建朗热城堡，使其由一处军事城塞改为皇室居所。1491年12月6日，查理八世与布列塔尼的安妮在此举办婚礼。法国大革命后，朗热成为安德尔-卢瓦尔省的一个市镇，并在1790至1795年间为该省的一个地区行署。1794年，圣洛朗德朗热（Saint-Laurent-de-Langeais）整体并入朗热市镇范围。1839年，朗热建成了首座横跨卢瓦尔河的悬索桥，该桥在19世纪中后期多次被洪水破坏。1848年，途径朗热的铁路线建成通车。19世纪中期，法国企业家夏尔·德布瓦西蒙（Charles de Boissimon）在此创办瓷器作坊，后于一战初期关闭。2000年，朗热城堡作为卢瓦尔河谷城堡的组成部分被列入《世界文化遗产》名录。2017年，莱塞萨尔整体并入朗热。

## 地理

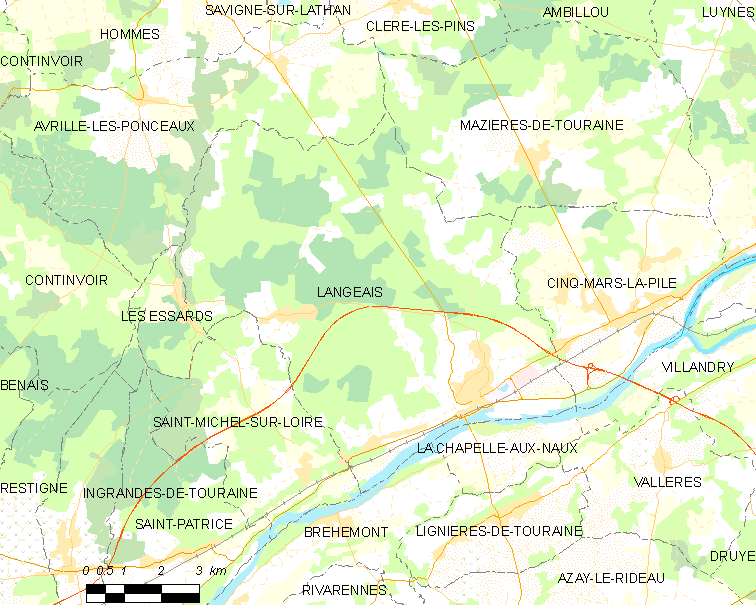
2019年以前的朗热市镇范围地图

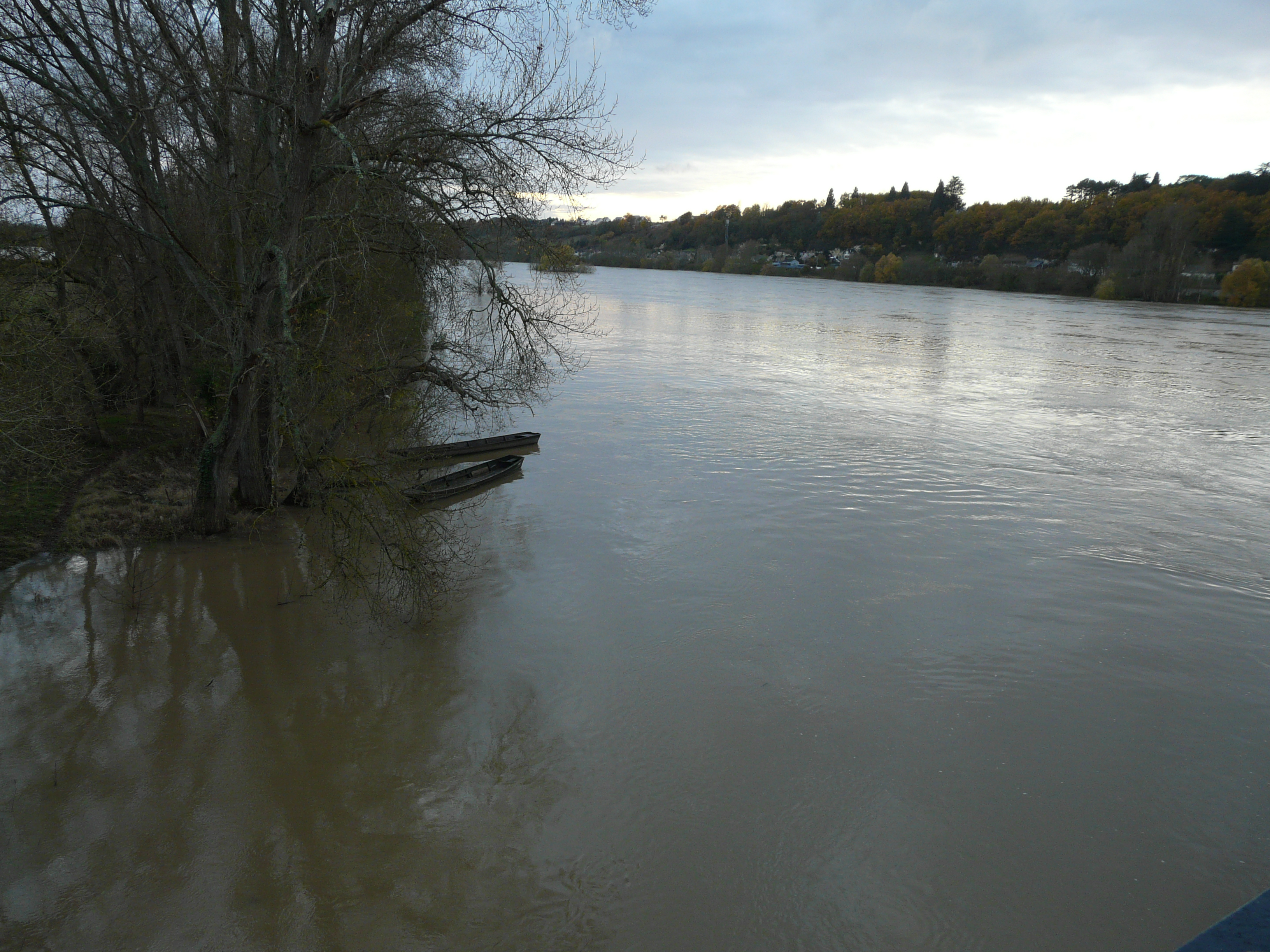
卢瓦尔河朗热段

朗热位于法国中西部，中央-卢瓦尔河谷大区西部和安德尔-卢瓦尔省中西部，距离省会图尔大约25公里。与朗热接壤的市镇包括：阿夫里耶莱蓬索、图赖讷地区马济耶尔、孔坦瓦尔、卢瓦尔河畔科托、桑马尔拉皮勒和拉沙佩勒欧诺。

### 地形
朗热位于图赖讷西部地区，境内以平原为主，市镇中心地势较为平坦，北侧为浅丘地貌，部分街区起伏明显，全境海拔在36到109米之间。

### 水文
卢瓦尔河干流自东向西流经朗热市区南侧，其右岸支流鲁梅尔河和布勒伊河在此与其交汇，其中布勒伊河附近有一处天然湖泊。

### 植被
朗热属于温带阔叶混交林区，林地广泛分布于城堡附近及河流水域沿岸。
在鲜花城市的评比中，朗热被评为2星级鲜花城市。

### 气候
朗热在柯本气候分类法中属于温带海洋性气候。
距离朗热最近的常年气象站位于图赖讷地区利涅尔境内，以下为该气象站的数据（其中日照数据取自图尔机场）：
| 图赖讷地区利涅尔1981年－2019年 | 图赖讷地区利涅尔1981年－2019年 | 图赖讷地区利涅尔1981年－2019年 | 图赖讷地区利涅尔1981年－2019年 | 图赖讷地区利涅尔1981年－2019年 | 图赖讷地区利涅尔1981年－2019年 | 图赖讷地区利涅尔1981年－2019年 | 图赖讷地区利涅尔1981年－2019年 | 图赖讷地区利涅尔1981年－2019年 | 图赖讷地区利涅尔1981年－2019年 | 图赖讷地区利涅尔1981年－2019年 | 图赖讷地区利涅尔1981年－2019年 | 图赖讷地区利涅尔1981年－2019年 | 图赖讷地区利涅尔1981年－2019年 |
| 月份                           | 1月                            | 2月                            | 3月                            | 4月                            | 5月                            | 6月                            | 7月                            | 8月                            | 9月                            | 10月                           | 11月                           | 12月                           | 全年                           |
| ------------------------------ | ------------------------------ | ------------------------------ | ------------------------------ | ------------------------------ | ------------------------------ | ------------------------------ | ------------------------------ | ------------------------------ | ------------------------------ | ------------------------------ | ------------------------------ | ------------------------------ | ------------------------------ |
| 历史最高温 °C（°F）            | 16 (61)                        | 22 (72)                        | 25 (77)                        | 31 (88)                        | 33.5 (92.3)                    | 38.5 (101.3)                   | 39 (102)                       | 40 (104)                       | 34 (93)                        | 30 (86)                        | 22.5 (72.5)                    | 18.5 (65.3)                    | 40 (104)                       |
| 平均高温 °C（°F）              | 7.3 (45.1)                     | 9 (48)                         | 12.8 (55.0)                    | 15.8 (60.4)                    | 20.1 (68.2)                    | 23.5 (74.3)                    | 25.8 (78.4)                    | 25.8 (78.4)                    | 21.7 (71.1)                    | 16.9 (62.4)                    | 11 (52)                        | 7.8 (46.0)                     | 16.5 (61.7)                    |
| 日均气温 °C（°F）              | 4.3 (39.7)                     | 5.2 (41.4)                     | 8 (46)                         | 10.5 (50.9)                    | 14.5 (58.1)                    | 17.6 (63.7)                    | 19.6 (67.3)                    | 19.4 (66.9)                    | 15.8 (60.4)                    | 12.3 (54.1)                    | 7.4 (45.3)                     | 4.9 (40.8)                     | 11.6 (52.9)                    |
| 平均低温 °C（°F）              | 1.4 (34.5)                     | 1.4 (34.5)                     | 3.1 (37.6)                     | 5.2 (41.4)                     | 8.9 (48.0)                     | 11.7 (53.1)                    | 13.5 (56.3)                    | 13.1 (55.6)                    | 9.9 (49.8)                     | 7.7 (45.9)                     | 3.8 (38.8)                     | 2 (36)                         | 6.8 (44.2)                     |
| 历史最低温 °C（°F）            | −16.5 (2.3)                    | −15 (5)                        | −13 (9)                        | −4.5 (23.9)                    | −1 (30)                        | 0.5 (32.9)                     | 5.5 (41.9)                     | 4.5 (40.1)                     | 0.5 (32.9)                     | −6.5 (20.3)                    | −9 (16)                        | −11 (12)                       | −16.5 (2.3)                    |
| 平均降水量 mm（）              | 65.3 (2.57)                    | 55.3 (2.18)                    | 49.4 (1.94)                    | 60.2 (2.37)                    | 54.7 (2.15)                    | 43.7 (1.72)                    | 50.7 (2.00)                    | 45.7 (1.80)                    | 54.7 (2.15)                    | 66.9 (2.63)                    | 72 (2.8)                       | 70.6 (2.78)                    | 689.2 (27.13)                  |
| 月均日照時數                   | 69.9                           | 90.3                           | 144.2                          | 178.5                          | 205.6                          | 228                            | 239.4                          | 236.4                          | 184.7                          | 120.6                          | 76.7                           | 59.2                           | 1,833.5                        |
| 来源：infoclimat.fr            |                                |                                |                                |                                |                                |                                |                                |                                |                                |                                |                                |                                |                                |

## 行政区划
朗热的市镇编号为37123，邮政编号为37130。
在行政管理方面，朗热隶属于法国中央-卢瓦尔河谷大区安德尔-卢瓦尔省希农区；在地方选举方面，朗热是朗热县的中央投票站，其市镇范围全境被划入安德尔-卢瓦尔省第五选区；在社会管理方面，朗热是西部图赖讷-卢瓦尔河谷市镇公共社区的办公驻地。
法国国家统计与经济研究所（简称）在进行数据统计时，将朗热单独设为朗热城市核心区，但未将朗热划入任何城市区（Aire urbaine）内。自2020年起，朗热被划入包含162个市镇的图尔城市辐射区。此外，还将朗热市镇分为了2个“块区”（IRIS），以便于统计人口分布情况。

## 交通

### 公路
A85高速公路经过朗热境内，可通过附近的7号出入口连接市区；安德尔-卢瓦尔省省道D15线、D57线、D334线、D952线和D953线在朗热境内交汇。中央-卢瓦尔河谷大区下属的城际客运提供校车巴士线路，可前往布尔格伊和希农。
| 7 图尔 昂热 | 4 |

| 图尔 | 26 |

| 拉里什 | 23 |

| 索米尔 | 42 |

| 拉瓦利耶堡 | 28 |

| 阿宰勒里多 | 10 |

| 希农 | 29 |

2018年，76.2%的朗热家庭拥有至少一辆私人汽车。2019年，朗热境内共发生各类交通事故2起，造成5人受伤。

### 铁路

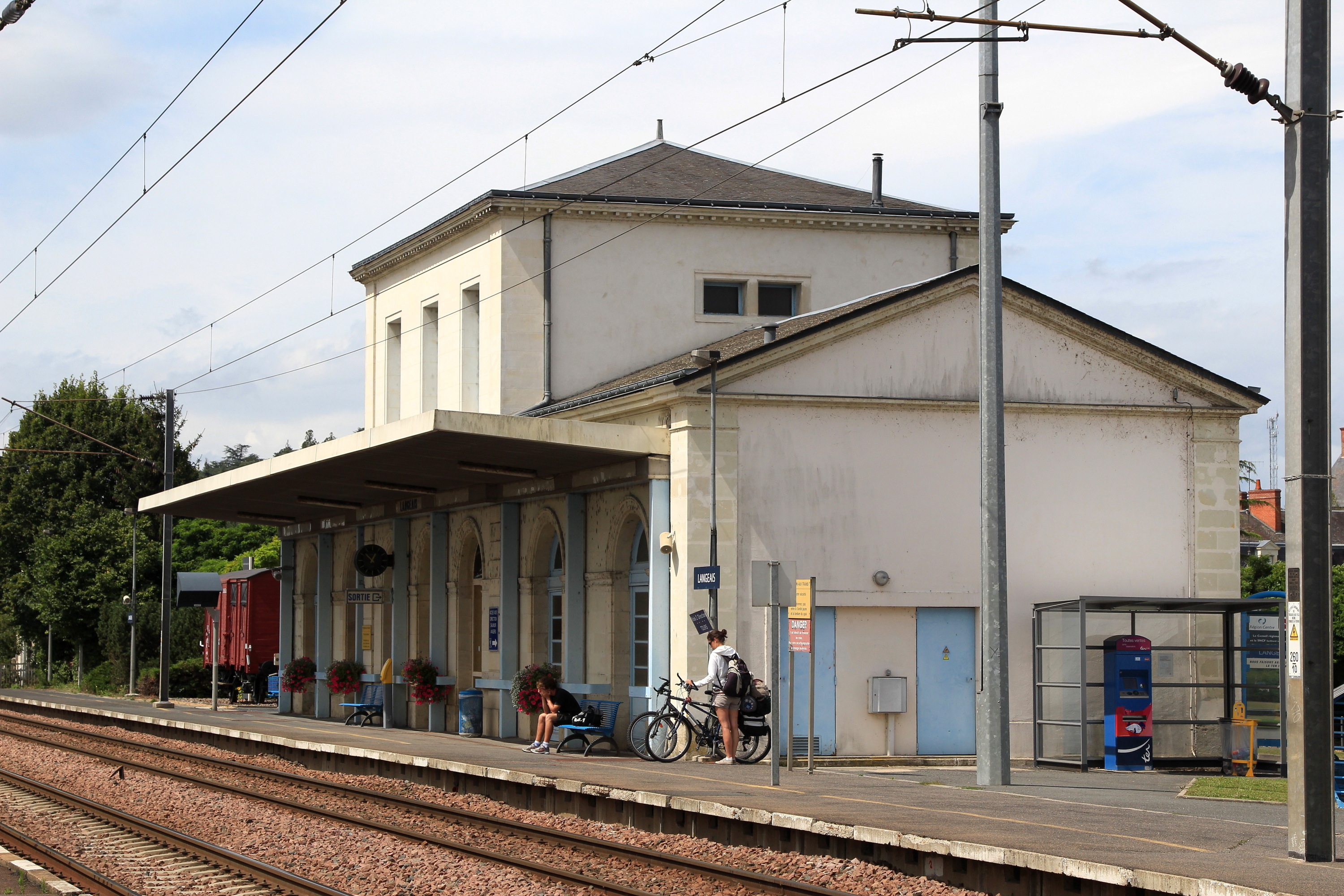
朗热火车站的主站房

朗热位于图尔－圣纳泽尔铁路上，该铁路是法国西部的一条重要铁路干线，已完成复线电气化改造。朗热站位于市区中南部，停靠往返于图尔和索米尔一线的区域列车，部分班次延伸至昂热及南特。

### 航空
距离朗热最近的民用航空站为图尔卢瓦尔河谷机场，距离朗热市中心的公路里程约31公里。

### 城市公共交通
截至2022年3月，朗热暂无城市公共交通系统。

## 政治

### 市政内阁

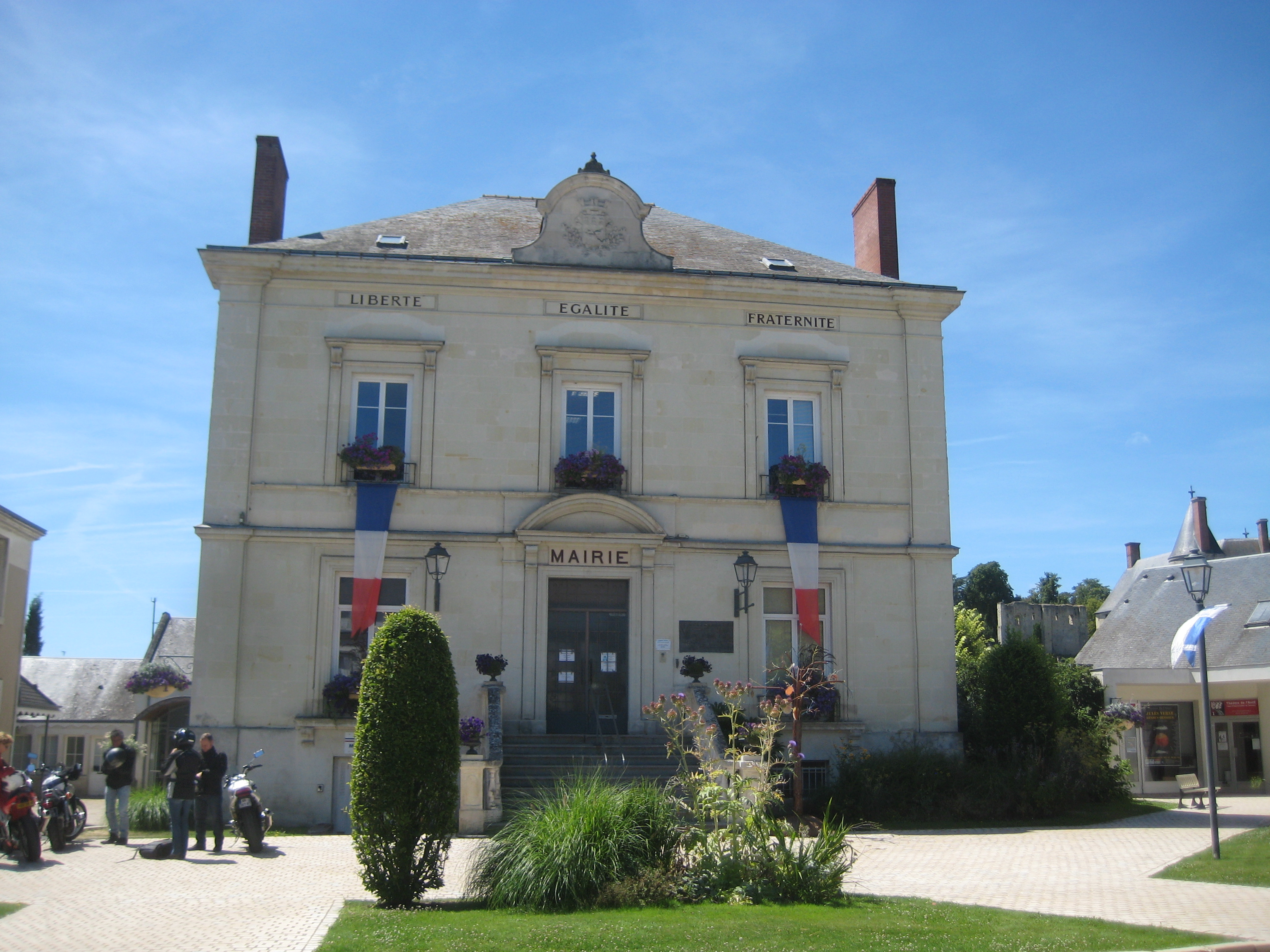
朗热市政厅

朗热的现任市长为皮埃尔-阿兰·鲁瓦龙先生（Pierre-Alain ROIRON），他是社会党的一名成员，在2020年的市政选举中获得了47.5%的支持率。
| 朗热历届市长           | 朗热历届市长                           | 朗热历届市长                |
| 任期                   | 市长                                   | 党派                        |
| ---------------------- | -------------------------------------- | --------------------------- |
| （1965年以前资料暂缺） |                                        |                             |
| 1965年－1983年         | Roger AUPERT 罗歇·奥佩尔               | 無黨籍                      |
| 1983年－1995年         | Jean-Marie GAILLARD 让-马里·加亚尔     | UDF法国民主联盟             |
| 1995年－2001年         | Alain KERGOAT 阿兰·凯尔戈阿特          | PS社会党 →DVD右翼无党派人士 |
| 2001年－2008年         | René MOTARD 勒内·莫塔尔                | DVD右翼无党派人士           |
| 2008年－               | Pierre-Alain ROIRON 皮埃尔-阿兰·鲁瓦龙 | PS社会党                    |

### 各级选举
| 朗热历届投票选举结果 | 朗热历届投票选举结果    | 朗热历届投票选举结果 | 朗热历届投票选举结果 | 朗热历届投票选举结果                | 朗热历届投票选举结果 | 朗热历届投票选举结果 | 朗热历届投票选举结果           | 朗热历届投票选举结果 | 朗热历届投票选举结果 |
| 选举项目             | 选举范围                | 选区单位             | 选举结果             | 选举结果                            | 选举结果             | 选举结果             | 选举结果                       | 选举结果             | 参考资料             |
| 选举项目             | 选举范围                | 选区单位             | 第一轮胜出者         | 第一轮胜出者                        | 支持率               | 第二轮胜出者         | 第二轮胜出者                   | 支持率               | 参考资料             |
| -------------------- | ----------------------- | -------------------- | -------------------- | ----------------------------------- | -------------------- | -------------------- | ------------------------------ | -------------------- | -------------------- |
| 2017年法國總統選舉   | 法國                    | 市镇                 |                      | 玛丽娜·勒庞                         | 24.79%               |                      | 埃马纽埃尔·马克龙              | 61.7%                | [ 28 ]               |
| 2017年法国立法选举   | 安德尔-卢瓦尔省第五选区 | 市镇                 |                      | 萨比娜·蒂艾                         | 40.05%               |                      | 萨比娜·蒂艾                    | 60.47%               | [ 28 ]               |
| 2019年欧洲议会选举   | 法國                    | 市镇                 |                      | 若尔当·巴尔代拉                     | 26.27%               | （不适用）           | （不适用）                     | （不适用）           | [ 30 ]               |
| 2021年法国省级选举   | 安德尔-卢瓦尔省         | 县                   |                      | 让-马里·卡尔勒 马尔蒂娜·谢尼奥      | 34.52%               |                      | 让-马里·卡尔勒 马尔蒂娜·谢尼奥 | 56.59%               | [ 31 ]               |
| 2021年法国省级选举   | 安德尔-卢瓦尔省         | 市镇                 |                      | 克里斯蒂娜·阿斯科埃特 邦雅曼·菲利庞 | 38.4%                |                      | 让-马里·卡尔勒 马尔蒂娜·谢尼奥 | 51.67%               | [ 31 ]               |
| 2021年法国大区选举   |                         | 市镇                 |                      | 弗朗索瓦·博诺                       | 37.6%                |                      | 弗朗索瓦·博诺                  | 52.17%               | [ 32 ]               |
| 2022年法國總統選舉   | 法國                    | 市镇                 |                      | 玛丽娜·勒庞                         | 27.84%               |                      | 埃马纽埃尔·马克龙              | 54.64%               | [ 28 ]               |
| 2022年法国立法选举   | 安德尔-卢瓦尔省第五选区 | 市镇                 |                      | 萨比娜·蒂艾                         | 28.28%               |                      | 萨比娜·蒂艾                    | 54.09%               | [ 28 ]               |

## 人口
2020年，朗热市镇人口数量为4,349，在法国排名第2,557位。其中男性2,107人，女性2,348人，75岁及以上人口占11.2%，外籍人口数量为174人，人口密度为72人/平方公里，当地居民被称为（男性）或（女性）。2020年，朗热境内出生45人，死亡人口45人。
| 朗热1901年－2020年人口变化情况                                      |
|                                                                     |
| 朗热 (安德尔-卢瓦尔省旧市镇) 朗热+莱塞萨尔 数据来源：Cassini、INSEE |

## 经济
朗热是一个区域性的中心城市，隶属于图尔工商局（Registre du commerce et des sociétés de Tours）。截止2022年3月，朗热市镇范围内共有各类用人单位（包含自雇）602家，平均历史为19年，其中98.66%为中小型企业（PME）。（汽车配件生产）、（农产品加工）及（植物）是当地2020年营业额最高的三个企业，分别为270,339,643欧元、18,836,530欧元和18,725,066欧元。

## 财政与居民收入
2020年，朗热的财政收入总额为4,868,720欧元，财政支出总额为4,673,570欧元，当年的债务总额为5,862,100欧元。2021年，朗热共获得974,471欧元的国家财政补助，比上一年增加了2.43%。
2019年，朗热的人均月收入总额为2,100欧元，其中高级职员为3,640欧元，低于法国平均水平（4,230欧元）；中级职员为2,274欧元，低于法国平均水平（2,411欧元）；普通职员为1,680欧元，亦低于法国平均水平（1,740欧元）。
2018年，朗热境内的青壮年（15至64岁）失业率为11.6%，当地46.7%的家庭拥有纳税资格，平均纳税1,869欧元，低于法国平均水平（3,910欧元）。

## 社会事务

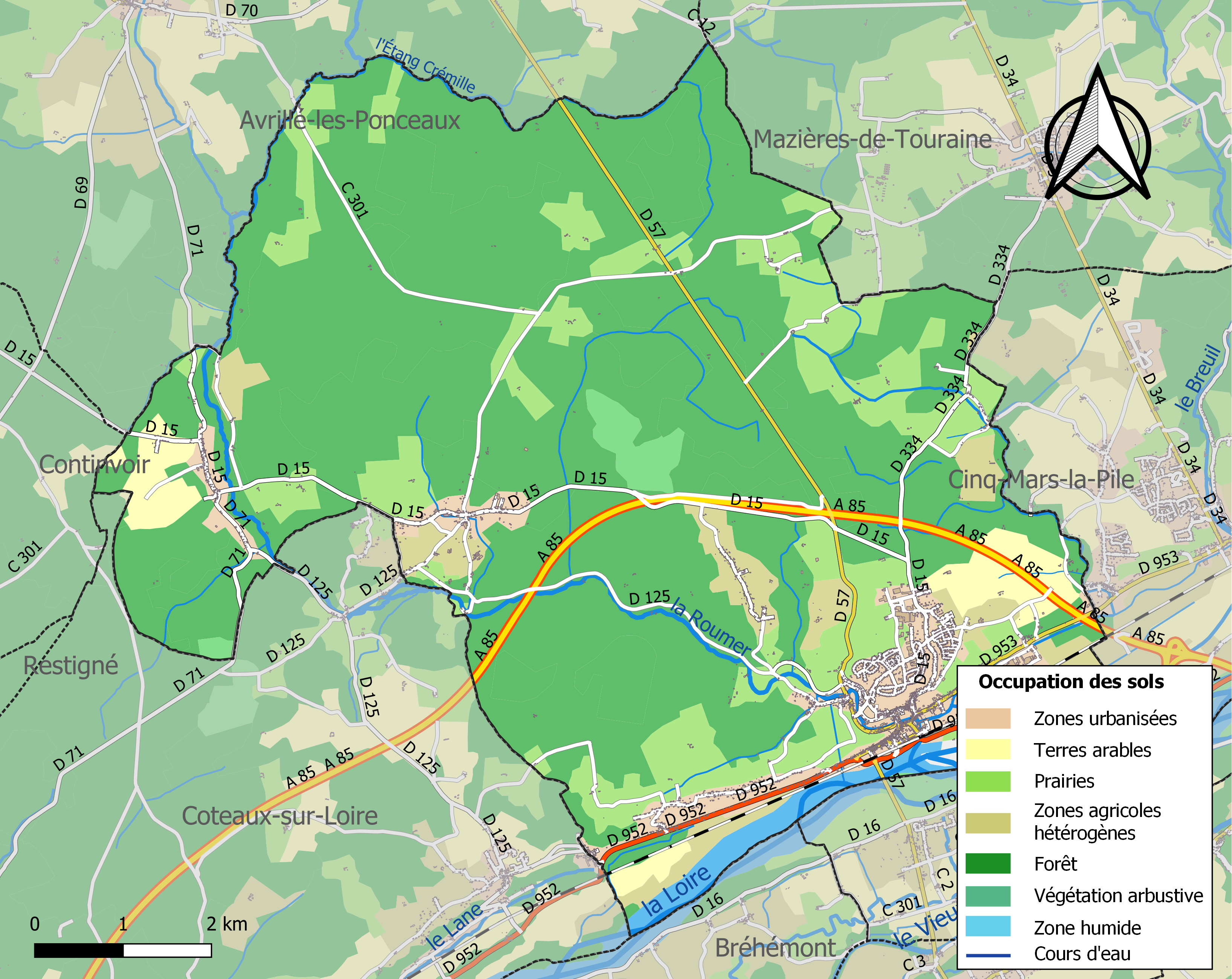
朗热土地利用情况地图

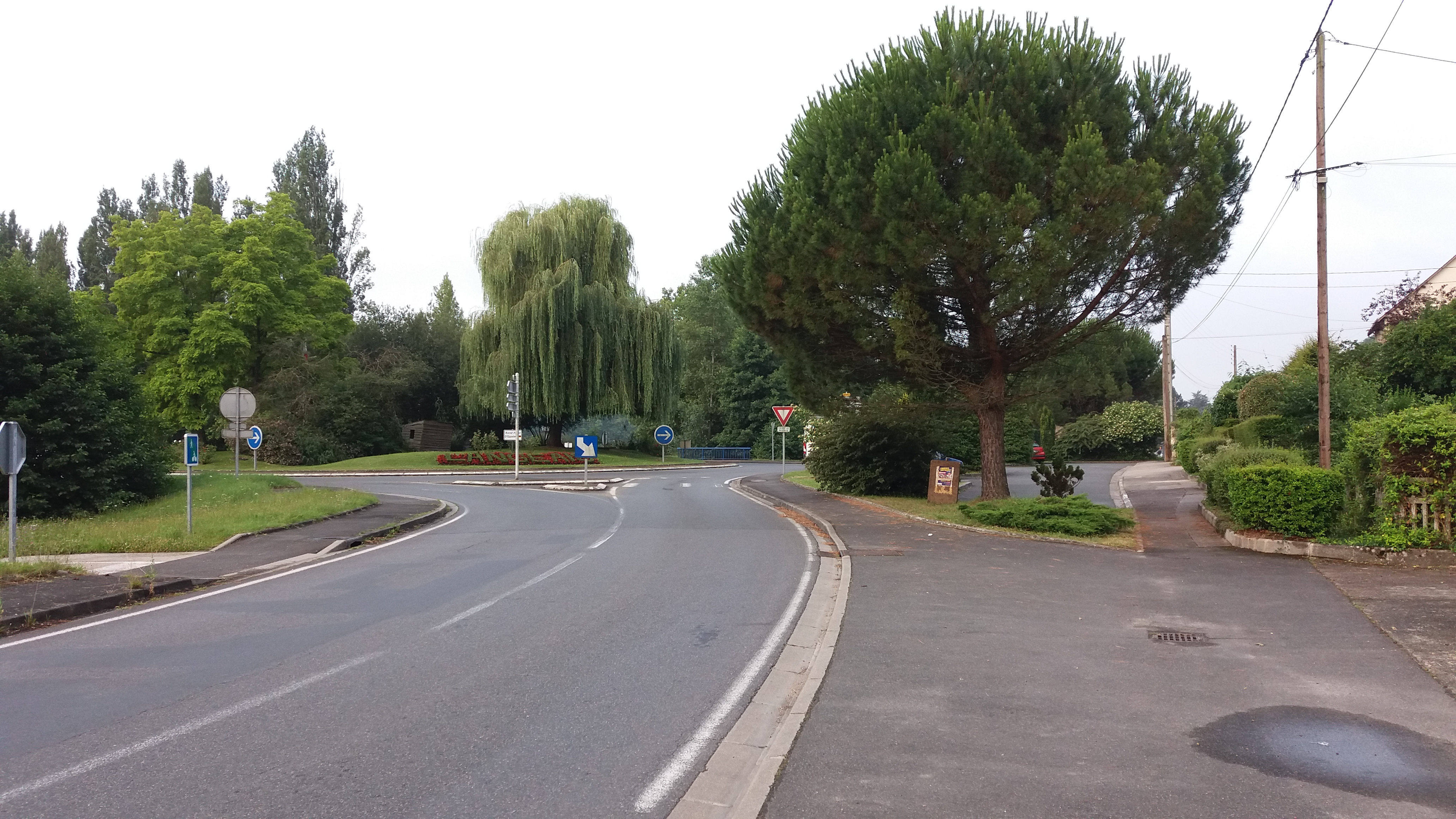
图尔街

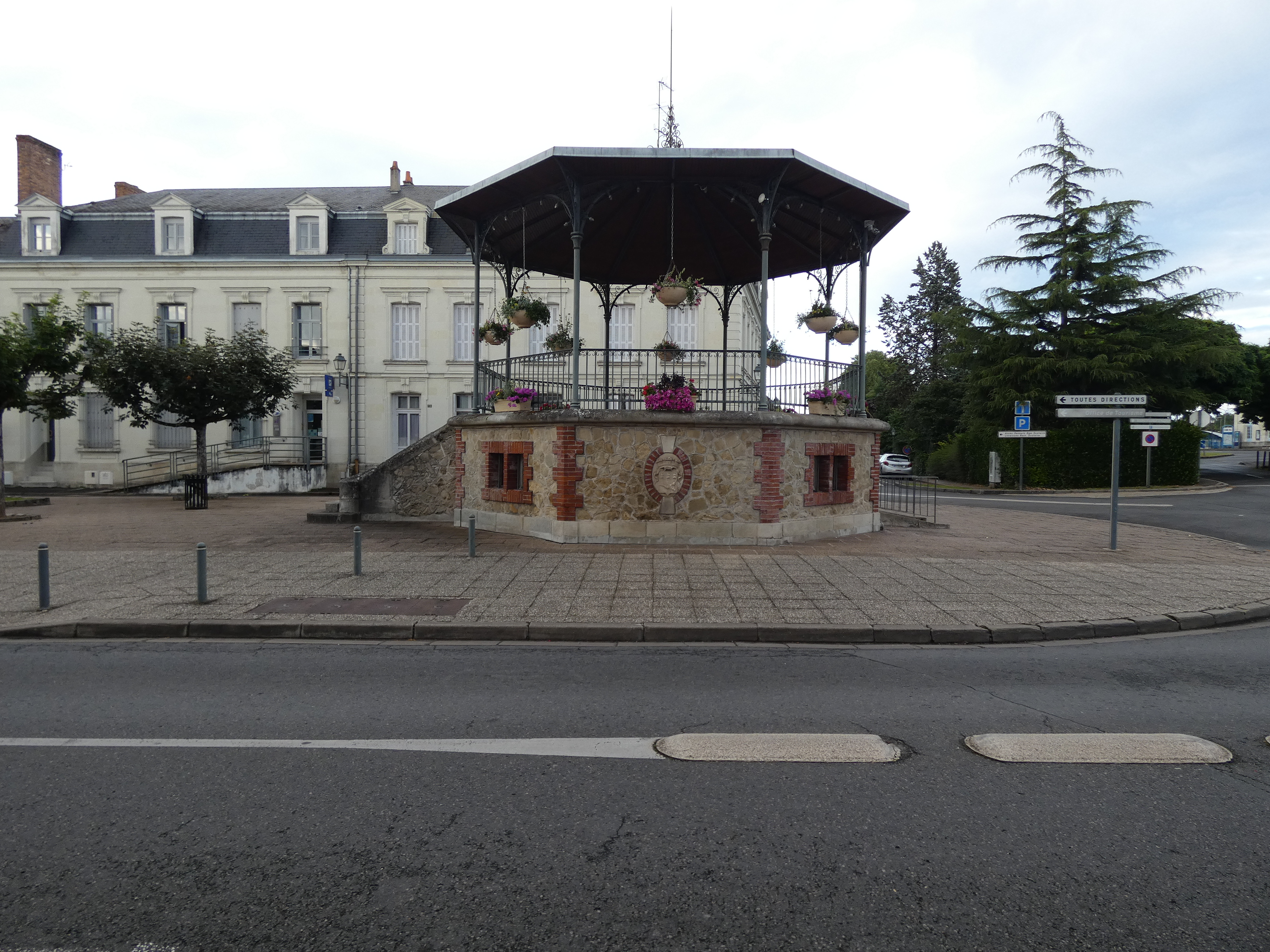
朗热街头的音乐凉亭

### 教育
朗热属于奥尔良-图尔学区。截止2020年1月1日，朗热境内共有1所幼儿园、1所小学和1所初级中学。2018至2019学年度，朗热境内共有在校中等教育阶段学生599名。

### 医疗
截止2020年1月1日，朗热境内共有全科医生7名、保健师2名、牙医2名、护士2名和助产士2名。境内共有药房2家、养老院1家、残疾人帮扶中心2家。
朗热是图尔大区中心医院（CRHU de Tours）的服务范围，后者是法国的一个区域性医疗机构，其主病区布勒托诺医院（Hôpital Bretonneau）位于图尔市区西部，距离朗热市区的正常车程在半小时以内，该院设有床位812个，是当地规模最大的公立综合性医院。

### 住房
2018年，朗热境内共有各类住房2,424套，其中80.4%为独立式居民区，19.3%为集中式居民区。常住房屋占朗热市镇范围内居民建筑总量的86.7%。
在住房保障政策方面，2020年，朗热境内共有391户家庭获得了住房经济补助，受益人数占总人口数量的8.6%，其中363份为房租补助。

### 商业
2019年，朗热境内共有各类实体商铺96家，其中餐厅15家、大型超市2家、杂货店3家、面包房3家、肉铺3家、银行门店4家、美容美发店7家、汽车维修店3家。市区东北部建有开放式商业街区，有一家E.Leclerc和家乐福购物商场。

### 体育
2020年，朗热境内共有1家游泳池、2间体育馆、1座综合体育场、5处网球场、2处马术场、3处足球或橄榄球场以及1处篮球或排球场。
截至2022年3月，朗热地区足球俱乐部（Football Club Pays Langeaisien，编号551760）是当地唯一的注册足球俱乐部，其主队2021至2022赛季参加中央-卢瓦尔河谷大区足球联赛丙组（法国第八级别），其主场皮夏尔·古容球场（Stade Pichard Goujon）位于市区东部。

### 环境
朗热的环境事务由其所属的西部图赖讷-卢瓦尔河谷市镇公共社区负责。2019年，朗热境内暂无污染企业。

### 治安
2019年，朗热市镇范围内有1处宪兵队。
朗热所在地是希农国家宪兵队（zone gendarmerie de Chinon）的管辖范围。2020年，该宪兵队辖区内共84个市镇累计发生各类案件2,632起，其中盗窃类案件1,317起，经济类案件524起，毒品交易类案件94起。

## 文化
2020年，朗热境内有1家电影院。朗热市政府提供市政图书馆（Bibliothèque municipale），每周二、三、五、六向公众开放。

### 建筑
朗热境内有多处历史建筑，其中朗热城堡、施洗约翰教堂（Église Saint-Jean-Baptiste de Langeais）等为法国国家文物保护单位。

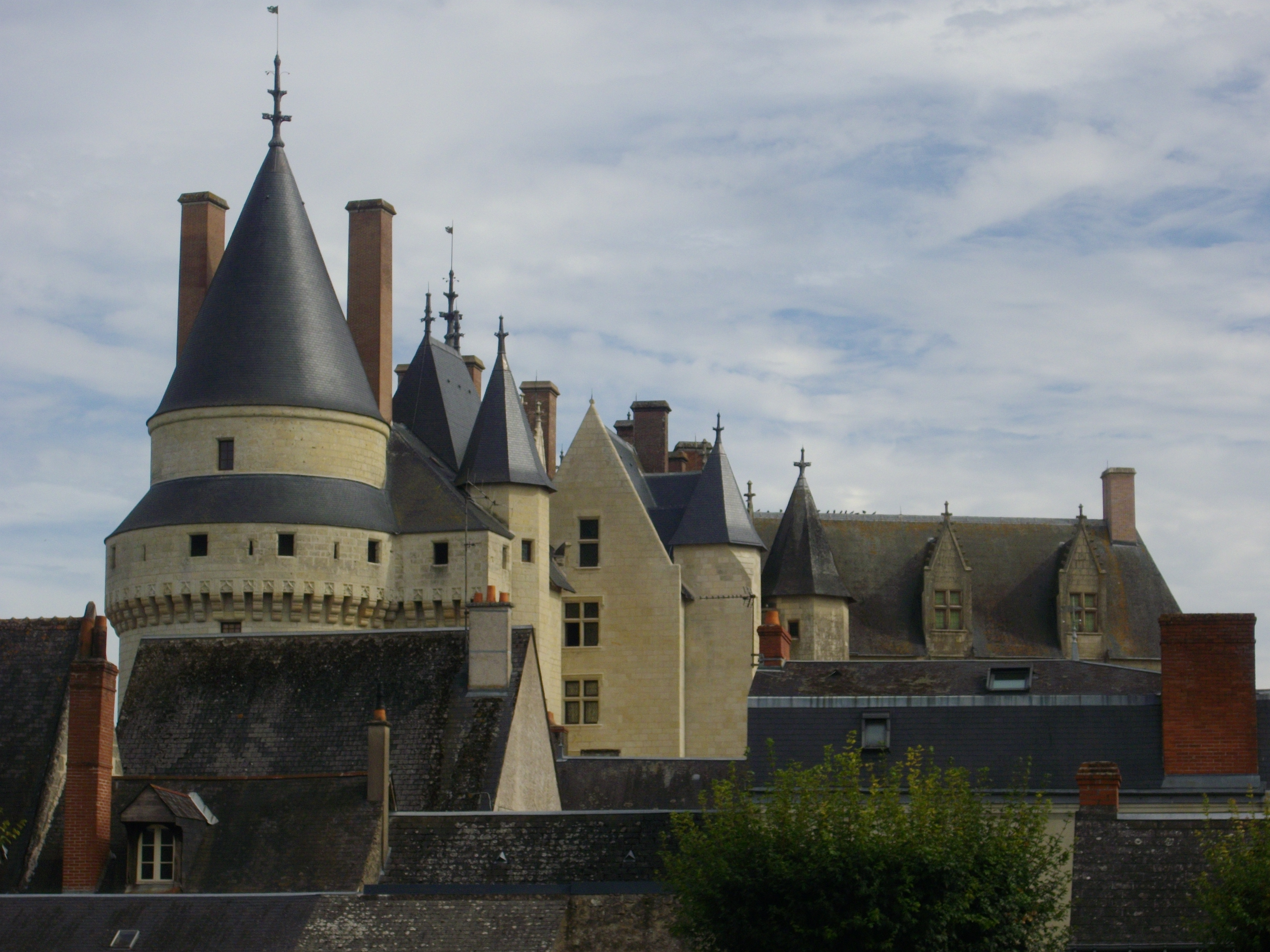
朗热城堡
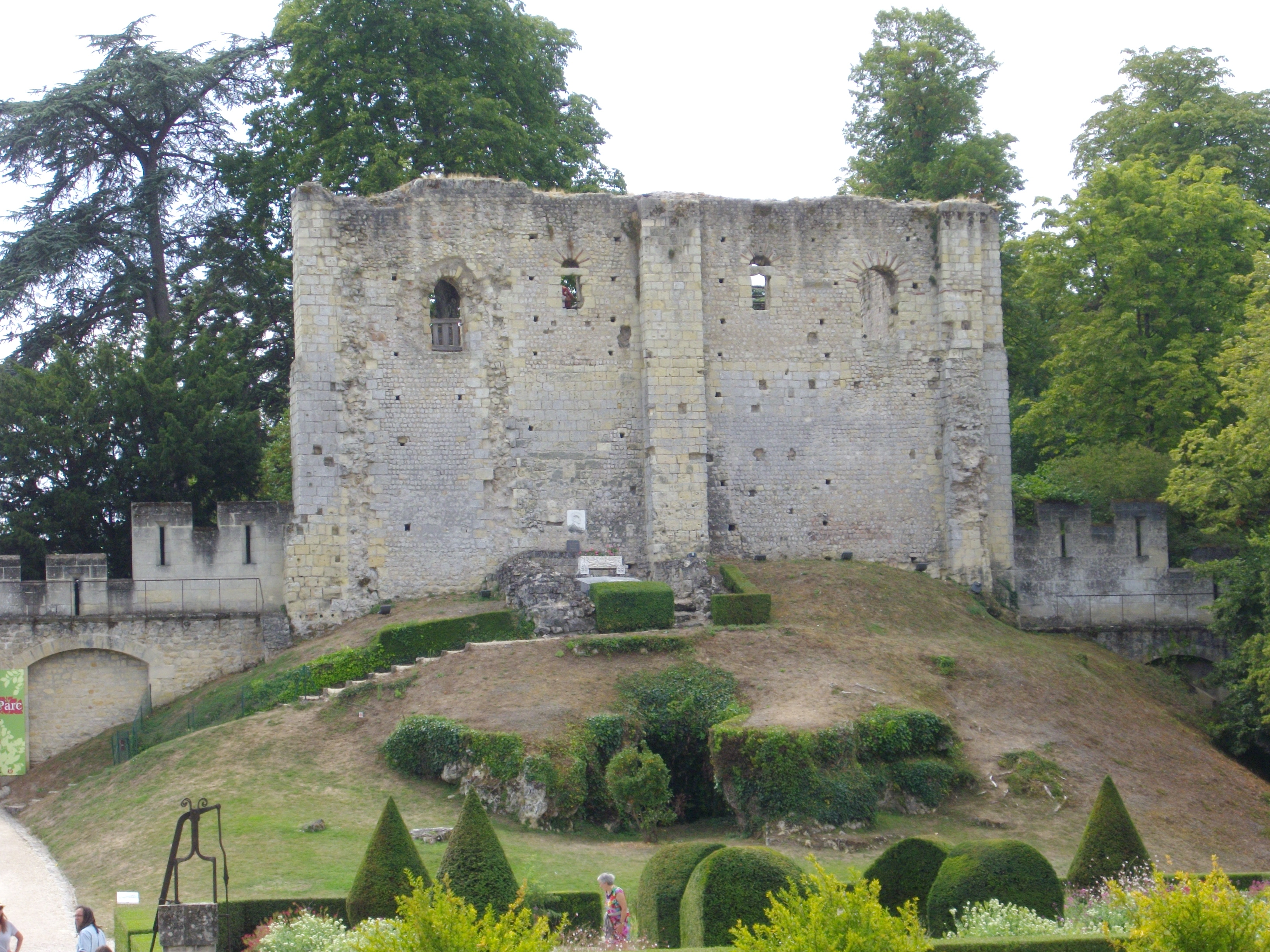
城堡碉楼
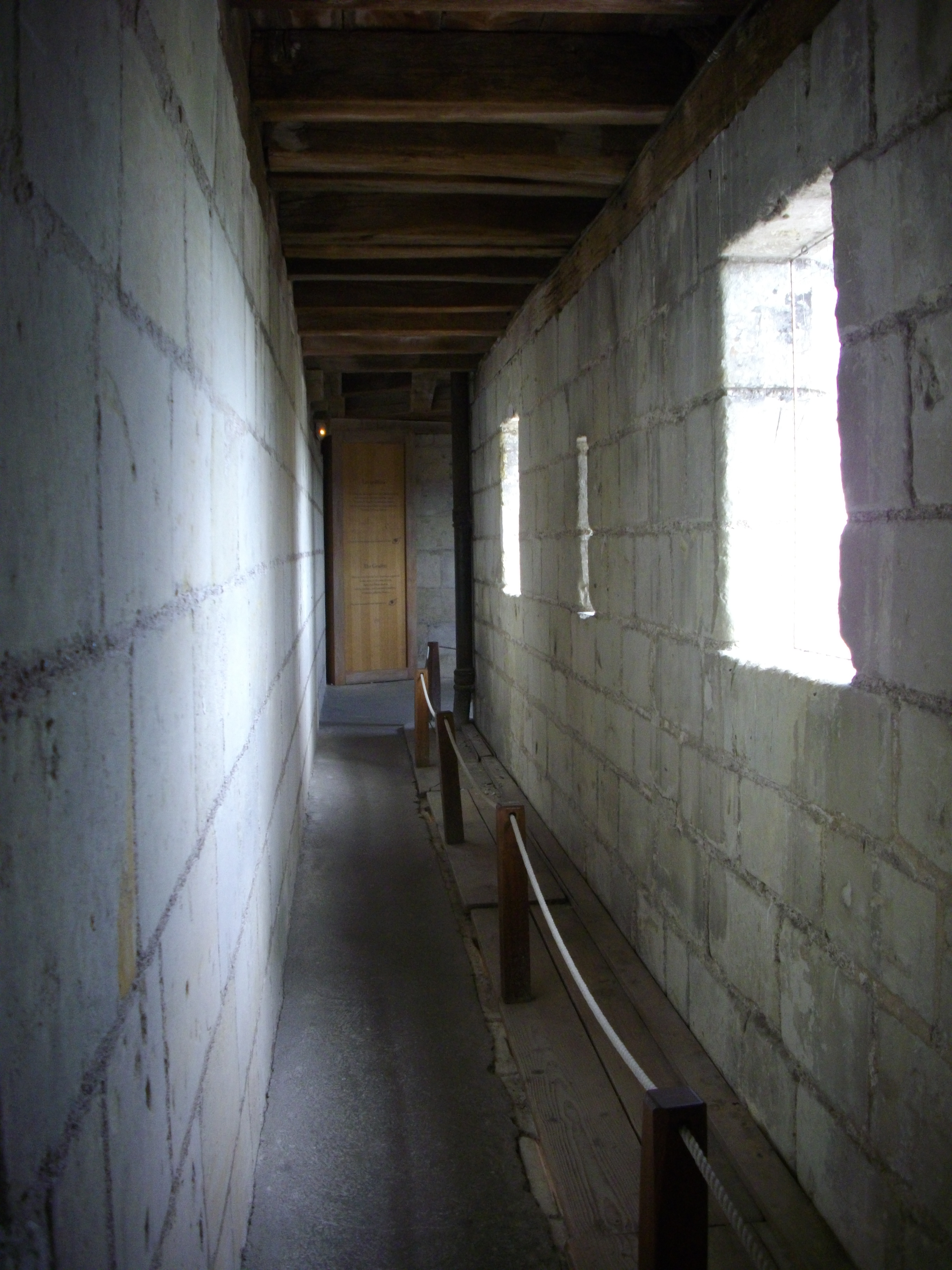
城堡廊道
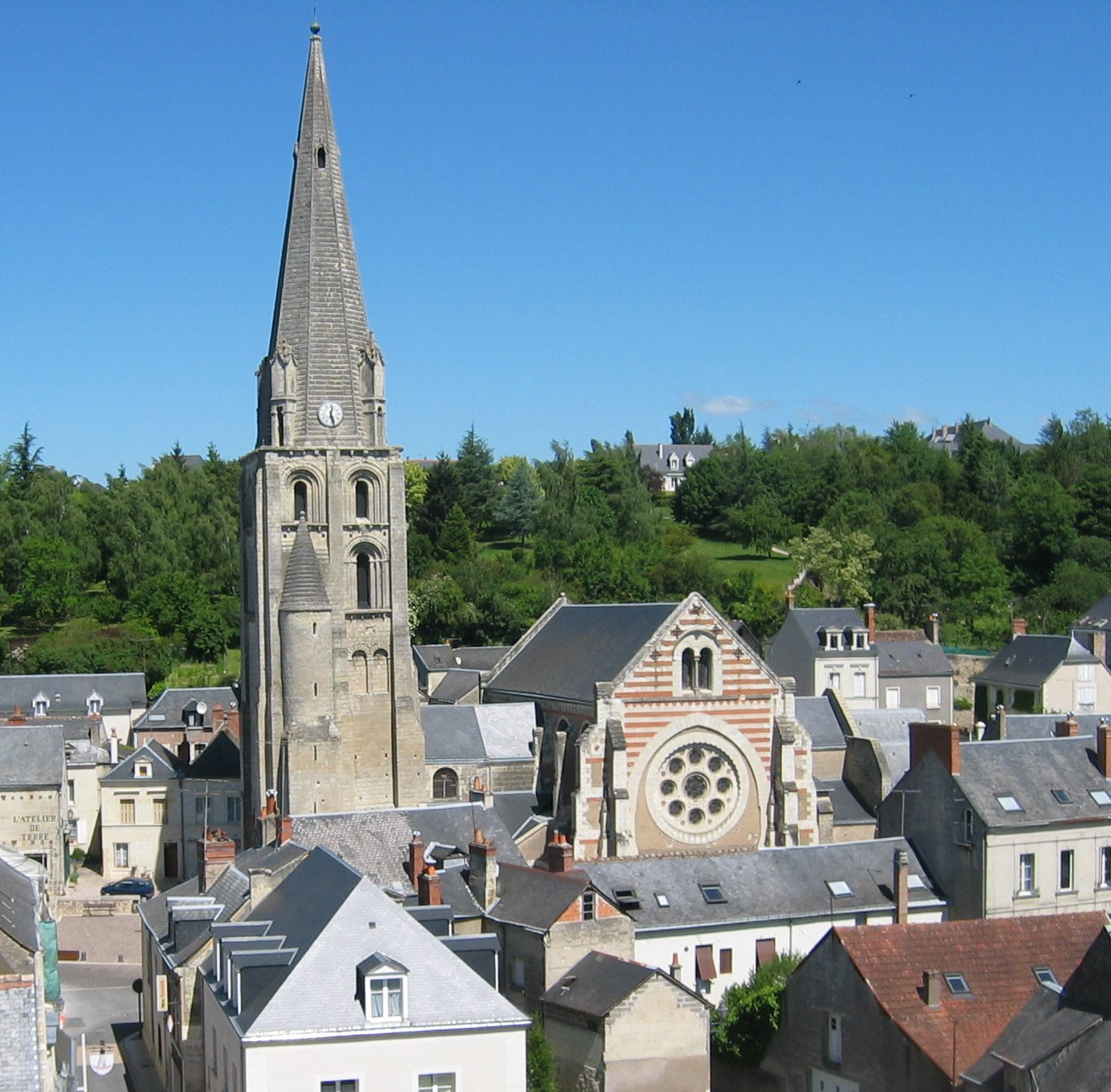
施洗约翰教堂
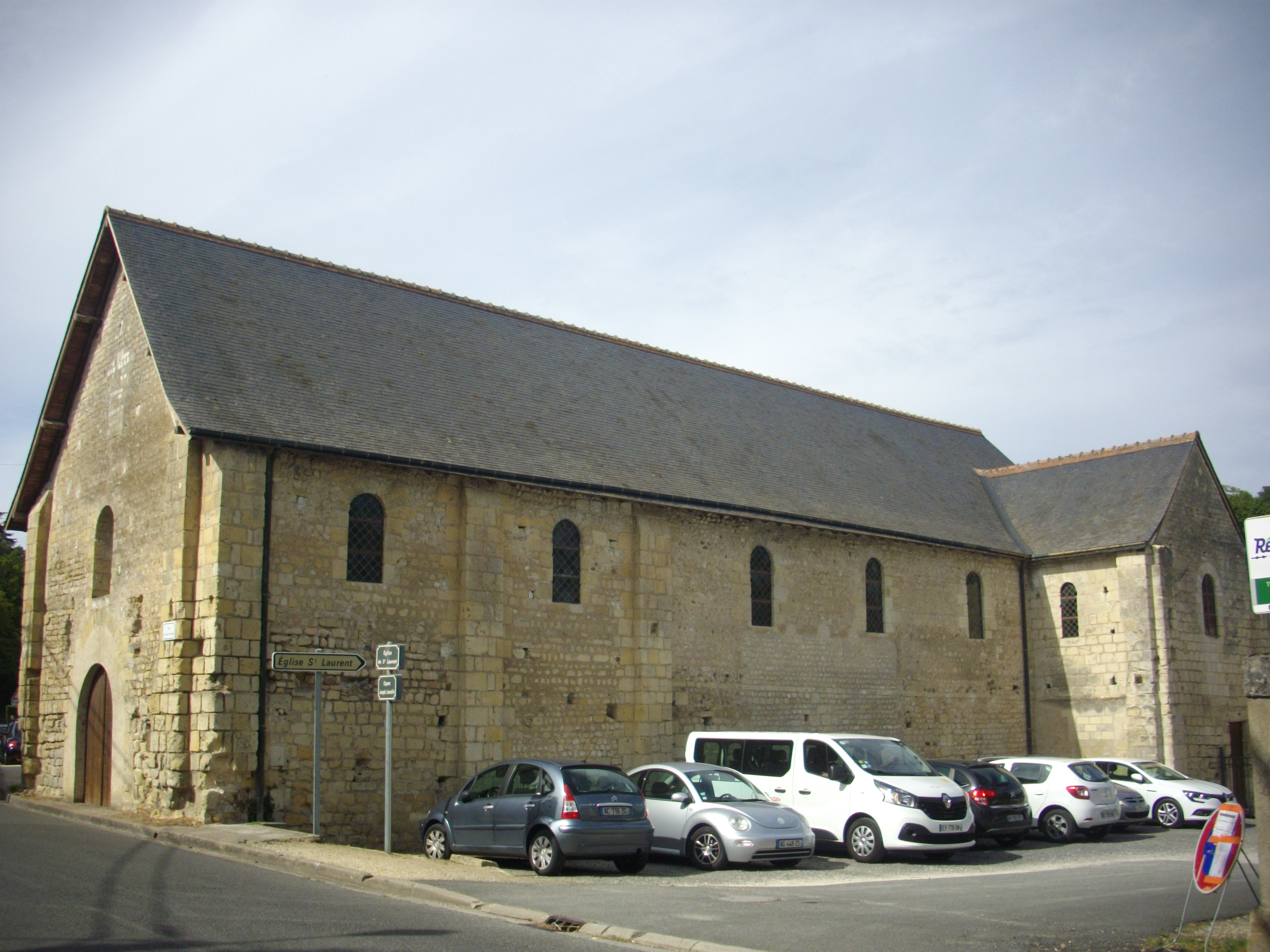
圣洛朗教堂
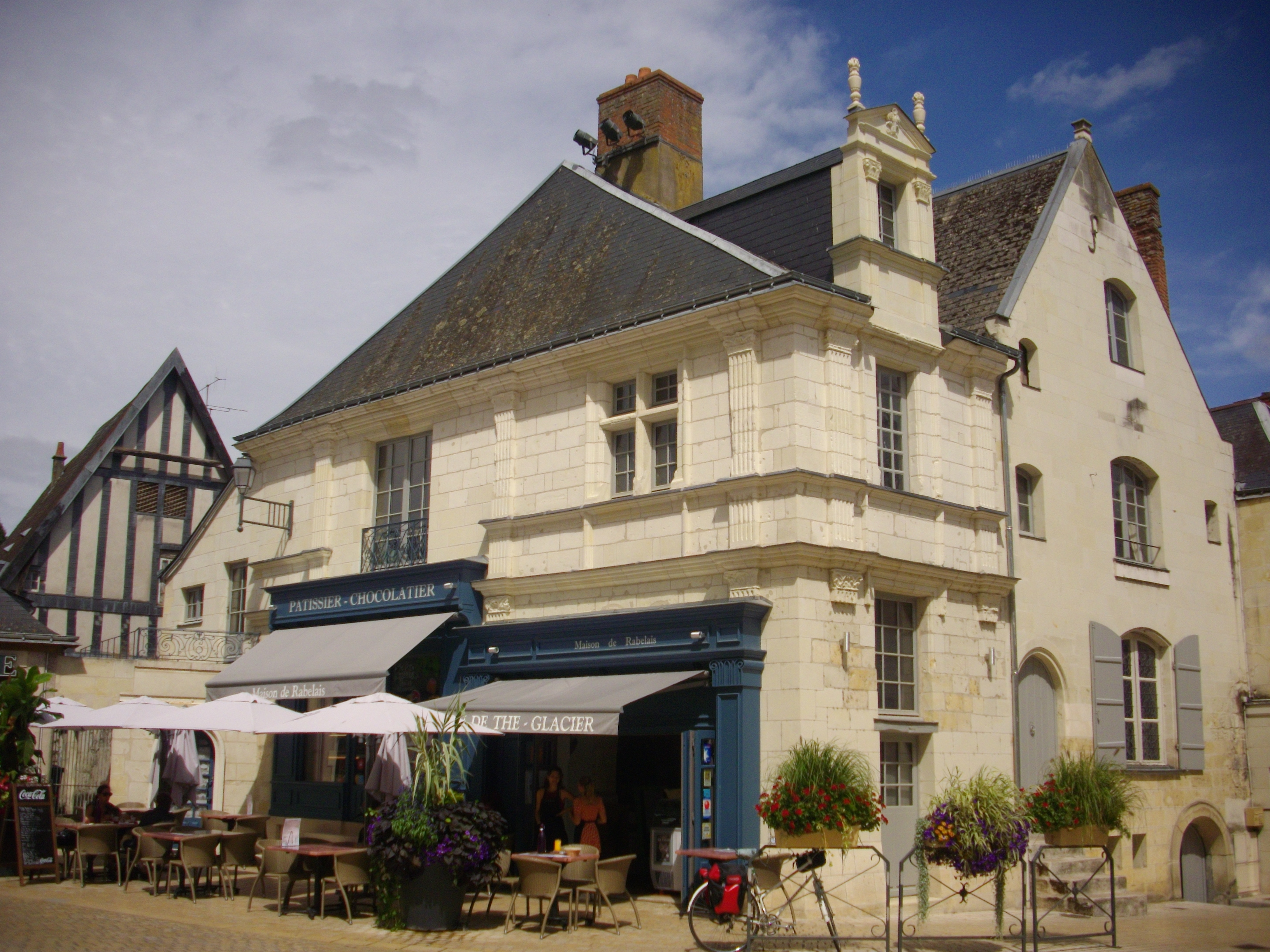
民居
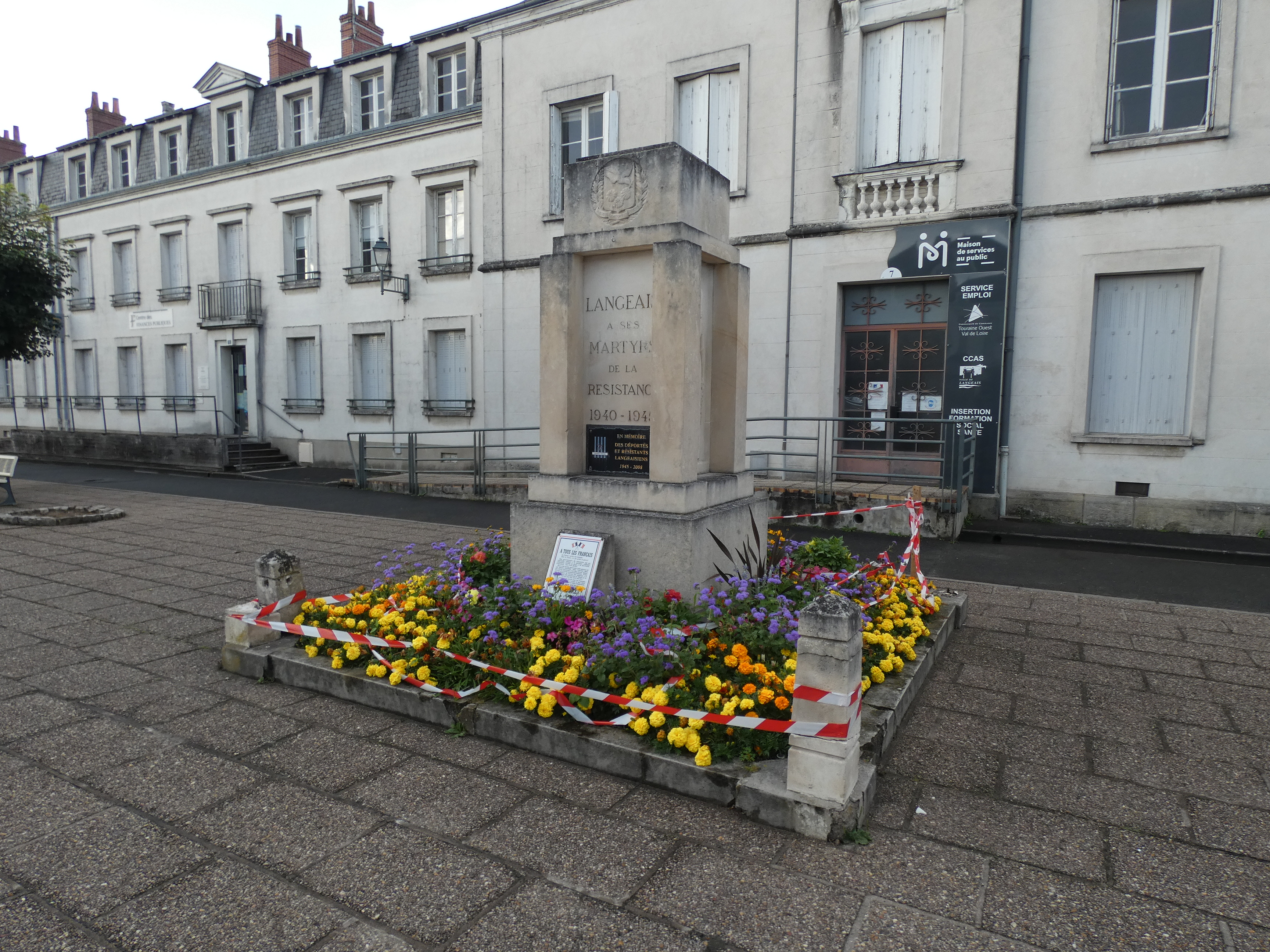
烈士纪念碑

### 旅游
朗热的旅游事务由其所属的西部图赖讷-卢瓦尔河谷市镇公共社区负责。2021年，朗热境内共有1家酒店共计6间房间；另有1个露营地，可容纳共80辆露营车。

### 媒体
法国主要的媒体均可在朗热接收，法国电视三台下属的中央-卢瓦尔河谷大区频道在部分时段播出朗热所属区域的地方新闻。图尔卢瓦尔河谷电视台、《中西部新共和国报》、蓝色法兰西图赖讷广播等是当地的主要地方性媒体。

## 友好城市
截至2022年3月，朗热共与两座城市互为友好城市关系：
- 德国 埃普施泰因
- 葡萄牙 贡达尔